# Siège des casernes de Varaždin
 (mai 2019).
Bataille des casernes
Le siège des casernes de Varaždin est le blocus et la capture des casernes et d'autres installations de l'Armée populaire yougoslave (JNA) à Varaždin et dans les environs au cours de la guerre de Croatie. Le blocus a commencé le 14 septembre 1991 et a rapidement escaladé en bataille. Il s'est terminé le 22 septembre avec la capitulation de la garnison de la JNA. Le siège faisait partie de la bataille des casernes, un effort des forces armées croates afin d'isoler les unités de la JNA stationnées dans des casernes en Croatie ou de capturer les casernes afin de fournir des armes à l'armée croate naissante.
Les forces du siège étaient plus nombreuses que la garnison de la JNA à Varaždin qui était divisée en plusieurs casernes, dépôts et autres installations, mais la JNA possédait une puissance de feu beaucoup plus élevée. La balance a changé pour être du côté des forces croates après que des petits postes de la JNA eurent été capturés durant les premières journées du siège jusqu'à ce que seulement une caserne ainsi que le quartier-général du 32e Corps de la JNA demeuraient sous le contrôle de la JNA. À ce moment, le commandant du 32e Corps, le major-général Vladimir Trifunović, et les autorités civiles de Varaždin se sont entendues pour que les forces de la JNA restantes dans la ville capitulent, mais que tous ceux qui souhaitaient partir puissent le faire tout en laissant leurs armes derrière eux.
La capture des armes du 32e Corps a été la réussite la plus significative de la bataille des casernes et a grandement contribué à augmenter les capacités des forces militaires croates.

## Annexe